# إريك يونسن
إريك يونسن (بالنرويجية: Erik Johnsen)‏ (و. 1965  م) هو متزلج قفز نرويجي، ولد في أوسلو، شارك في الألعاب الأولمبية الشتوية 1988، والقفز التزلجي في الألعاب الأولمبية الشتوية 1988 - تلة كبيرة فردي ‏، والقفز التزلجي في الألعاب الأولمبية الشتوية 1988 - تلة كبيرة فريق ‏.

## جوائز
حصل على جوائز منها:
- جائزة فيرنلي [الإنجليزية]‏ (1988).

## وصلات خارجية
- إريك يونسن على موقع IMDb (الإنجليزية)
- إريك يونسن على موقع الاتحاد الدولي للتزلج (القفز التزلجي) (الإنجليزية)
- إريك يونسن على موقع أوليمبيديا (الإنجليزية)

- إريك يونسن في قاعدة بيانات الأفلام على الإنترنت
- إريك يونسن  على موقع SportsReference  - سبورتس رفرنس